# Jesús Fernández González
Jesús Fernández González (Selga de Ordás, 15 de septiembre de 1955) es un eclesiástico y filósofo católico español, obispo de Córdoba desde 2025. Fue obispo de Astorga entre 2020 y 2025.

## Biografía

### Primeros años
Nació el 15 de septiembre de 1955, en la localidad española de Selga de Ordás, León.
Durante su juventud, fue jugador en el equipo de fútbol Cultural y Deportiva Leonesa S.A.D.

### Formación

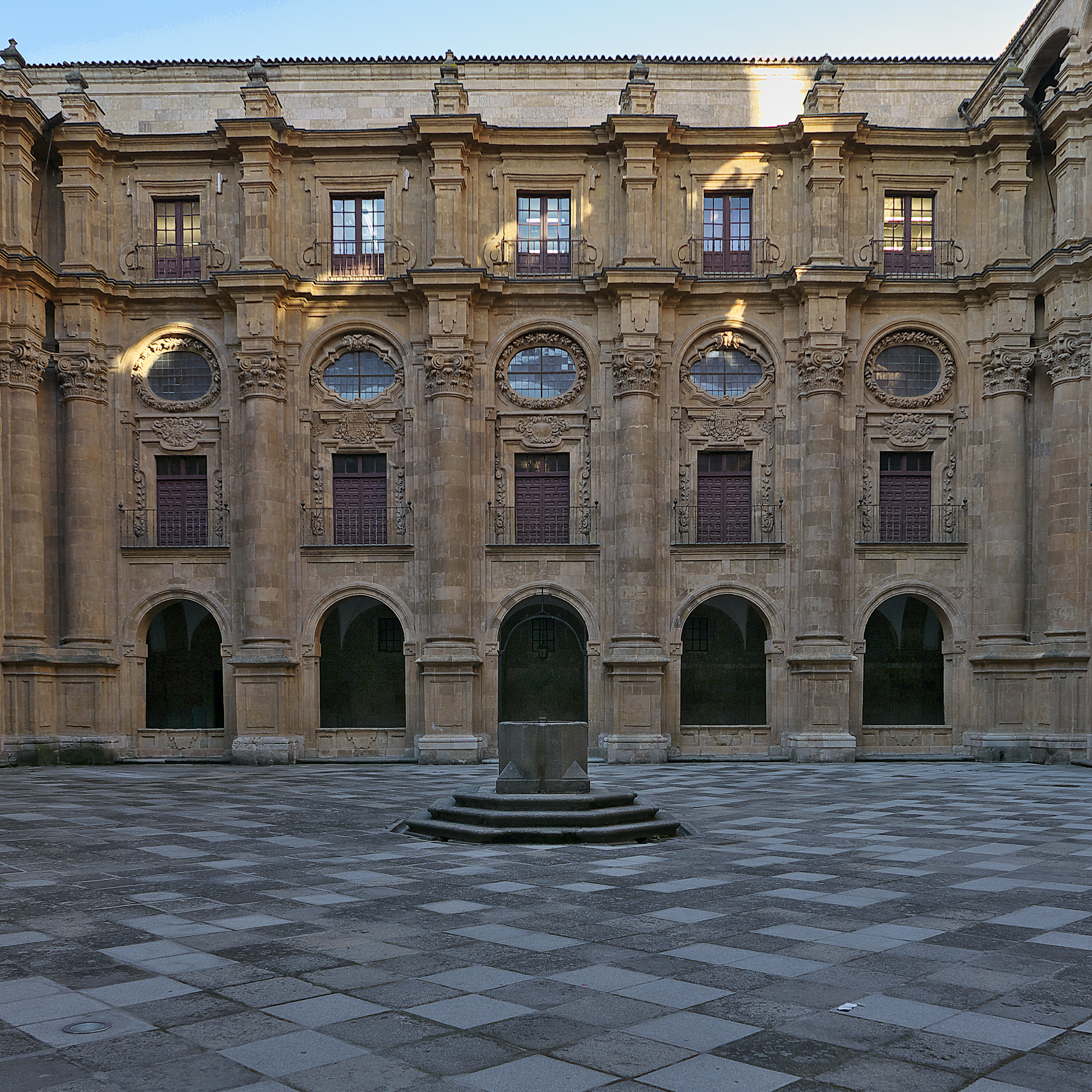
Interior de la Universidad Pontificia de Salamanca, donde Fernández cursó Filosofía.

En 1966 ingresó al Seminario Menor de León, donde estudió Latín y Humanidades durante siete años. Cursó el COU durante un año en el Instituto P. Isla de León. En 1973, ingresó al Seminario Mayor de León, donde obtiene la licenciatura en Estudios Eclesiásticos en 1980. Tras realizar estudios en la Universidad Pontificia de Salamanca, obtuvo la licenciatura (1990-1992) y el doctorado (2000-2001) en Filosofía.

### Sacerdocio
Su ordenación sacerdotal fue el 29 de junio de 1980, a manos del obispo Fernando Sebastián Aguilar; incardinándose en la diócesis de León.
Como sacerdote desempeñó los siguientes ministerios:
- Párroco de Senra y Lazado, y encargado de otras cinco localidades (1980-1982).
- Párroco de Villaquilambre (1982-1987).
- Formador y profesor (1982-1987; 1992-1997), director espiritual (1992-1997), y rector (1987-1990) en el Seminario Menor de León.
- Director del periódico diocesano "Iglesia en León" (1985-1987).
- Profesor ordinario del Centro Superior de Estudios Teológicos (1992-2013).
- Formador del Seminario Mayor de León, párroco de Cuadros y administrador parroquial de Valsemana (1997-2003).
- Profesor del Instituto Superior de Ciencias Religiosas "San Froilán" (2001-2013).
- Vicario episcopal de Pastoral y del Cero (2003-2010).
- Vicario general y moderador de la curia (2010-2013).
- Colaborador en el Secretariado para las Vocaciones.
- Miembro del Consejo Presbiteral.
- Miembro  del Colegio de Consultores.
- Capellán del equipo de fútbol Cultural y Deportiva Leonesa S.A.D.
- Consultor de vicarios generales y de pastoral de la Comisión Episcopal de Pastoral de la CEE.

Impartió retiros, ejercicios espirituales y charlas en la formación permanente del clero de distintas diócesis españolas. Asimismo, fue capellán del Turno 3 de la Adoración Nocturna Española con sede en la Basílica de San Isidoro de León.

## Episcopado

### Compostela

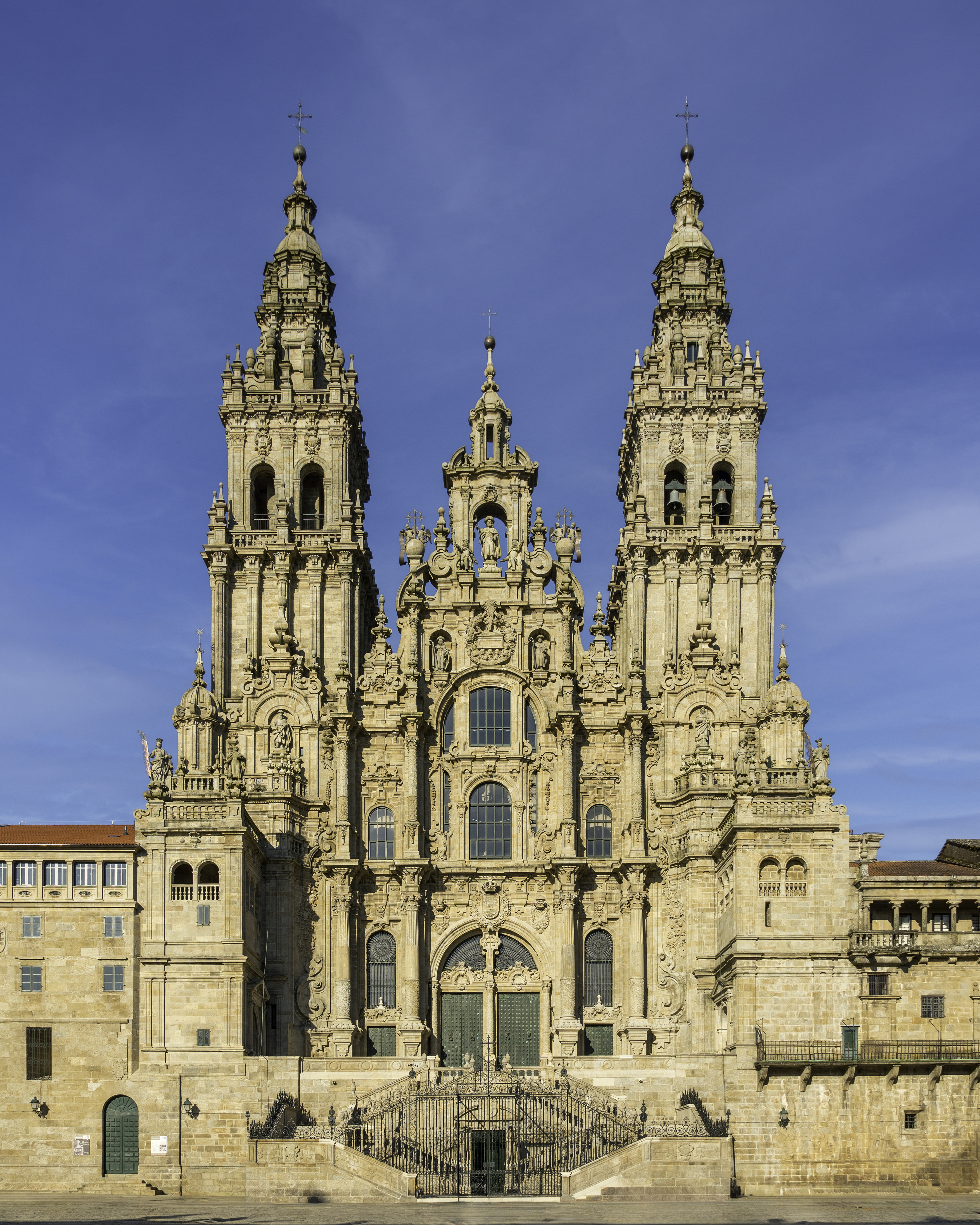
Catedral de Santiago de Compostela. Allí, Jesús Fernández fue consagrado obispo.

El 10 de diciembre de 2013, el papa Francisco lo nombró obispo titular de Rotdon y obispo auxiliar de Santiago de Compostela. Fue consagrado el 8 de febrero de 2014, en la Catedral de Santiago de Compostela, a manos del arzobispo Julián Barrio Barrio.
En la Conferencia Episcopal Española (CEE), fue miembro de las Comisiones Episcopales de Pastoral (2014-2017) y de Pastoral Social (2014-2020), donde trabajó primero como responsable de la Comisión General Justicia y Paz (2014-2017) y posteriormente como consiliario de Cáritas Española (2017-2020).

### Obispo de Astorga

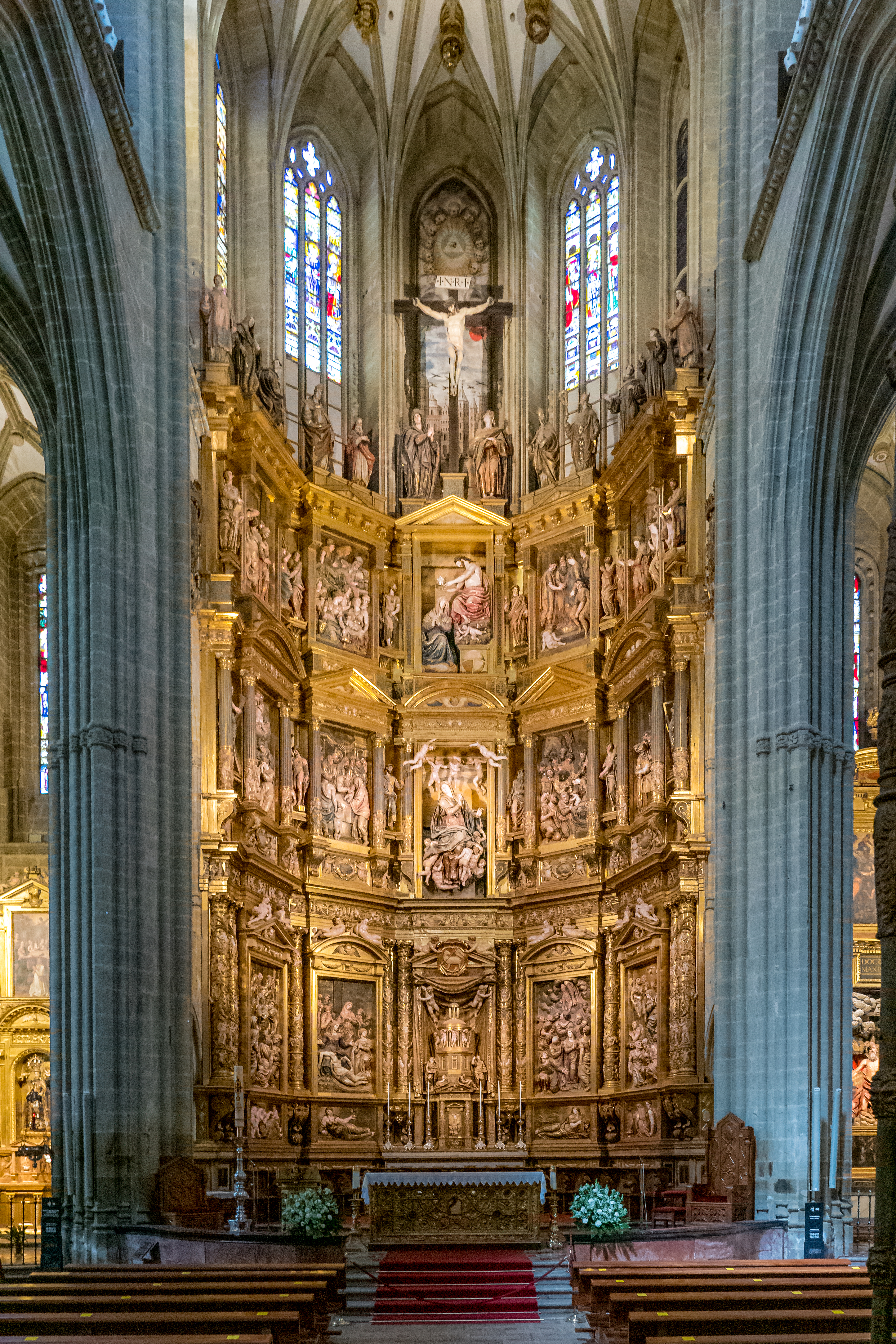
Altar de la catedral de Astorga. Fernández fue obispo diocesano entre 2020 y 2025.

El 8 de junio de 2020 fue nombrado obispo de Astorga. Tomó posesión canónica el 18 de julio del mismo año, durante una ceremonia en la Catedral de Astorga, donde recordó a los afectados y fallecidos por la pandemia de COVID-19.
En la CEE, fue presidente de la Subcomisión Episcopal para la Acción Caritativa y Social de la Comisión Episcopal para la Pastoral Social y Promoción Humana (2020-2024).

### Obispo de Córdoba
El 27 de marzo de 2025, el papa Francisco lo trasladó a la diócesis de Córdoba. Tomó posesión canónica de la sede de Osio el 24 de mayo del mismo año, durante una ceremonia en la Mezquita-catedral de Córdoba.
En la Conferencia Episcopal Española (CEE) es, desde diciembre de 2023, presidente de la Comisión Episcopal para la Pastoral Social y Promoción Humana y, como tal, miembro de la Comisión Permanente.

## Obras
Es autor de numerosas publicaciones relacionadas con la filosofía, la pastoral y la espiritualidad sacerdotal, entre las que cabe destacar:
- Vivir de la eucaristía: las celebraciones dominicales en ausencia de presbítero (Madrid, 2012).